# Formigueret d'espatlles vermelles
El formigueret d'espatlles vermelles (Euchrepomis humeralis) és una espècie d'ocell de la família dels tamnofílids (Thamnophilidae).

## Hàbitat i distribució
Viu a la selva pluvial de leserres baixes, per l'est dels Andes, a l'est d'Equador, est de Perú, nord de Bolívia i oest amazònic del Brasil.